# 2259 Sofievka
A 2259 Sofievka (ideiglenes jelöléssel 1971 OG) a Naprendszer kisbolygóövében található aszteroida. Bella Burnaseva fedezte fel 1971. július 19-én. Nevét 1984-ben kapta az ukrajnai Szofijivka dendrológiai parkról.